# سيدي محمد بن الشيخ سيديا
سيدي محمد بن الشيخ سيديَّ (1832–1862) هو شاعر وزعيم روحي يعتبر من أهم شعراء موريتانيا في القرن التاسع عشر، وأحد رواد عصر نهضة الشعر في البلاد، وهو والد باب ولد الشيخ سيديا الذي كان أحد مؤسسي الدولة الموريتانية وأحد أهم رجالاتها.
وُلد سيدِ محمد حدود عام 1832 في منطقة بوتلميت الواقعة في الجنوب الغربي لموريتانيا، وكان الابن الوحيد للزعيم الروحي وشيخ الصوفية الشيخ سيديا، تلقى تعليما "محظريا" عند والده وبعض تلامذته.

## وصلات خارجية
- سيدي محمد بن الشيخ سيديا على موقع بوابة الشعر